# Agencia Telegráfica de Bielorrusia
La Agencia Telegráfica de Bielorrusia o BelTA (en bielorruso: Беларускае Тэлеграфнае Агенцтва, en ruso: Белорусское Телеграфное Агентство, БелТА) es la agencia estatal de noticias de la República de Bielorrusia. Opera en ruso, bielorruso, inglés, alemán, español y chino. Desde 2018, la directora de BELTA es Irina Akulovich.

## Historia
La agencia fue fundada el 23 de diciembre de 1918. Durante la época soviética cooperaba con la Agencia Telegráfica de la Unión Soviética (TASS), aunque era legalmente independiente de ella.
Después de que la URSS dejó de existir en 1991, BelTA ha sido la agencia nacional de noticias de Bielorrusia. Transmite más de cien informes diarios y proporciona información a otras agencias de noticias de los miembros de la Comunidad de Estados Independientes  sobre las actividades de los funcionarios y organizaciones bielorrusas dentro y fuera del país.
BelTA tiene oficinas en todas las regiones de Bielorrusia, así como en el extranjero. La oficina principal está en Minsk.

## Sanciones de la UE
Al director general de BelTA, Dzmitri Zhuk, se le prohibió ingresar a la Unión Europea entre 2011 y 2016 como parte de las sanciones de la UE contra Bielorrusia a raíz de lo que la UE describe como una represión de las protestas de la oposición después de las elecciones presidenciales de 2010. Según la decisión del Consejo de la UE sobre medidas restrictivas contra Bielorrusia después de las elecciones de 2010, Dzmitri Zhuk es responsable de «transmitir la propaganda estatal en los medios de comunicación, que ha apoyado y justificado la represión de la oposición democrática y de la sociedad civil el 19 de diciembre de 2010 utilizando información falsificada».
La directora general de BelTA, Irina Akulovich, fue objeto de sanciones de la UE y Suiza en el verano de 2024.